# Epilobium clarkeanum
Epilobium clarkeanum är en dunörtsväxtart som beskrevs av Haussk.. Epilobium clarkeanum ingår i släktet dunörter, och familjen dunörtsväxter. Inga underarter finns listade i Catalogue of Life.